# Liuyang
Liuyang Liú-Yáng (en chino: 浏阳县, pinyin: Liúyáng Xiàn) es un municipio bajo la administración directa de la ciudad-prefectura de Changsha, capital de la provincia de Hunan, República Popular China. Es bañada por el río Liuyang (浏阳河) del cual toma su nombre, un tributario del río Xiang. Su área es de 5008 km² y su población total es de 1,38 millones de  habitantes.

## Administración
Desde el 2009 La ciudad de Liuyang se divide en 37 pueblos, que incluyen: 4 subdistritos, 27 poblados y 6 villas, estos a su vez se dividen en 318 aldeas y 83 comunas:
| Nombre                | Área km² | Población (diez mil) | Código    | Correo | Aldeas | Comunas |
| Liuyáng               | 5008     | 138                  | 430181    | 410300 | 318    | 83      |
| Subdistrito Guankou   | 70.6     | 2.34                 | 430181004 | 410300 | 4      | 3       |
| Subdistrito Héhuā     | 133.5    | 4.18                 | 430181003 | 410300 | 10     | 3       |
| Subdistrito Huáichuān | 5.4      | 6.20                 | 430181001 | 410300 |        | 8       |
| Subdistrito Jílǐ      | 55.4     | 2.43                 | 430181002 | 410300 | 7      | 5       |
| Poblado Bǎijiā        | 50.0     | 2.14                 | 430181123 | 410321 | 4      | 1       |
| Poblado Běishèng      | 78.4     | 5.25                 | 430181118 | 410324 | 13     | 2       |
| Poblado Chéngchōng    | 186.2    | 4.25                 | 430181114 | 410316 | 9      | 2       |
| Poblado Chéngtánjiāng | 159.1    | 5.87                 | 430181121 | 410314 | 12     | 2       |
| Poblado Chúnkǒu       | 232.1    | 6.20                 | 430181101 | 410326 | 16     | 3       |
| Poblado Dáhǔ          | 185.5    | 2.54                 | 430181106 | 410305 | 8      | 2       |
| Poblado Dàwéishān     | 402.1    | 2.67                 | 430181103 | 410309 | 15     | 2       |
| Poblado Dàyáo         | 73.8     | 5.73                 | 430181110 | 410312 | 6      | 4       |
| Poblado Dòngyáng      | 105.5    | 3.67                 | 430181124 | 410323 | 6      | 5       |
| Poblado Gāopíng       | 257.5    | 3.57                 | 430181204 | 410302 | 16     | 1       |
| Poblado Gǔgǎng        | 154.2    | 3.62                 | 430181108 | 410301 | 10     | 3       |
| Poblado Guāndù        | 106.2    | 2.86                 | 430181104 | 410304 | 5      | 3       |
| Poblado Guānqiáo      | 87.8     | 2.66                 | 430181208 | 410318 | 9      | 1       |
| Poblado Jīngāng       | 79.9     | 5.62                 | 430181111 | 410313 | 7      | 3       |
| Poblado Lóngfú        | 132.2    | 4.44                 | 430181120 | 410327 | 10     | 2       |
| Poblado Pǔjī          | 176.5    | 4.15                 | 430181116 | 410318 | 9      | 3       |
| Poblado Sānkǒu        | 55.5     | 2.18                 | 430181203 | 410306 | 6      | 1       |
| Poblado Shāshì        | 209.4    | 6.52                 | 430181100 | 410325 | 15     | 4       |
| Poblado Shègǎng       | 175.4    | 4.40                 | 430181102 | 410327 | 13     | 3       |
| Poblado Tàipíngqiáo   | 99.8     | 2.02                 | 430181113 | 410317 | 4      | 2       |
| Poblado Wénjiāshì     | 156.4    | 4.67                 | 430181112 | 410315 | 11     | 1       |
| Poblado Yánxī         | 119.7    | 2.91                 | 430181107 | 410304 | 5      | 3       |
| Poblado Yǒng'ān       | 112.2    | 6.05                 | 430181117 | 410323 | 9      | 4       |
| Poblado Yǒnghé        | 62.6     | 2.38                 | 430181109 | 410306 | 6      | 1       |
| Poblado Zhāngfāng     | 319.8    | 3.09                 | 430181105 | 410308 | 8      | 2       |
| Poblado Zhèntóu       | 158.8    | 5.51                 | 430181115 | 410319 | 11     | 2       |
| Poblado Zhōnghé       | 153.2    | 2.15                 | 430181122 | 410315 | 7      | 2       |
| Villa Géjiā           | 106.8    | 2.01                 | 430181207 | 410317 | 8      |         |
| Villa Jiāoxī          | 87.4     | 2.69                 | 430181211 | 410324 | 6      |         |
| Villa Qī bǎoshān      | 172.2    | 1.60                 | 430181202 | 410300 | 8      |         |
| Villa Xījiāng         | 90.6     | 2.10                 | 430181205 | 410301 | 9      |         |
| Villa Xiǎohé          | 111.8    | 1.49                 | 430181201 | 410308 | 7      |         |
| Villa Yánghuā         | 75.6     | 2.40                 | 430181206 | 410312 | 9      |         |

## Historia
De acuerdo a los hallazgos arqueológicos encontrados en la ciudad mientras se construía el colegio Yong'an en 1991 evidenciaron que la región ha estado habitada desde la Edad de Piedra .  Liuyang se estableció como condado en el año 209 durante la dinastía Han y su sede local se encontraba en Juling , en la dinastía Tang, el gobierno se trasladó a Huaichuan, y en la dinastía Yuan (1295), el gobierno se trasladó de nuevo a Juling y Liuyang se convirtió en un estado.  En la dinastía Ming (1369), Liuyang fue degradada a condado, y su gobierno se trasladó de nuevo a Huaichuan. 
Durante el periodo de los tres reinos, el emperador Sun Quan estableció Liuyang (刘阳) y este pertenecía a la prefectura de Changsha. En la dinastía Liu Song el nombre fue cambiado a Liuyang (浏阳)  y es el que se utiliza desde entonces, tal vez suenen igual pero el nuevo nombre trae el radical del agua. 
En la dinastía Sui, Liuyang fue combinada en Changsha, y en la dinastía Tang (708) Liuyang fue establecida como un condado nuevo. En la dinastía Sui y Tang, Liuyang pertenecía a Tanzhou. 
En la dinastía Ming y Qing, Liuyang pertenecía de nuevo a Changsha. En el año 26 de reinado de la República de China (1937) Liuyang pertenecía al Primer Distrito de la provincia de Hunan. En 1949, el Primer Distrito fue rebautizado como la prefectura de Changsha. En 1952, la prefectura de Changsha fue reemplazada en la prefectura de Xiangtan. En febrero de 1983 el área de Xiangtan fue inexistente, y Liuyang era parte de Changsha. El 16 de enero de 1993, Liuyang dejó de ser condado y se convierte a ciudad-condado.

## Geografía
Liuyang tiene una superficie de 5007.75 kilómetros cuadrados. Hay 105,8 kilómetros de este a oeste y 80,9 kilómetros de norte a sur. Liuyang está rodeada de montañas y colinas. El 53% del terreno es montaña, 25% colinas, 21% llanuras y 1% de agua. El área es más alta al noreste y más baja al suroeste y tiene varios tipos de paisajes cambiantes debido a la gran cantidad de ríos
Hay dos carreteras nacionales, G106 y G319. Además, hay tres ríos principales: Liuyang, Laodao y Nanchuan, que son utilizados como rutas de navegación. Liuyang está a unos 50 kilómetros del centro de Changsha.

## Clima
Liuyang se encuentra en una zona de clima subtropical , la temperatura media de la ciudad es de 17 °C, siendo enero el mes más frío con 4.5 °C y el mes más caliente julio con 29 °C. La precipitación media anual es 1330mm, la mayoría se producen en primavera, con un periodo libre de nieve de 275 días.
| Parámetros climáticos promedio de Liuyang   | Parámetros climáticos promedio de Liuyang | Parámetros climáticos promedio de Liuyang | Parámetros climáticos promedio de Liuyang | Parámetros climáticos promedio de Liuyang | Parámetros climáticos promedio de Liuyang | Parámetros climáticos promedio de Liuyang | Parámetros climáticos promedio de Liuyang | Parámetros climáticos promedio de Liuyang | Parámetros climáticos promedio de Liuyang | Parámetros climáticos promedio de Liuyang | Parámetros climáticos promedio de Liuyang | Parámetros climáticos promedio de Liuyang | Parámetros climáticos promedio de Liuyang |
| Mes                                         | Ene.                                      | Feb.                                      | Mar.                                      | Abr.                                      | May.                                      | Jun.                                      | Jul.                                      | Ago.                                      | Sep.                                      | Oct.                                      | Nov.                                      | Dic.                                      | Anual                                     |
| ------------------------------------------- | ----------------------------------------- | ----------------------------------------- | ----------------------------------------- | ----------------------------------------- | ----------------------------------------- | ----------------------------------------- | ----------------------------------------- | ----------------------------------------- | ----------------------------------------- | ----------------------------------------- | ----------------------------------------- | ----------------------------------------- | ----------------------------------------- |
| Temp. máx. media (°C)                       | 8.7                                       | 9.7                                       | 14.7                                      | 21.3                                      | 26.1                                      | 29.9                                      | 33.7                                      | 33.3                                      | 28.3                                      | 23.1                                      | 17.2                                      | 11.3                                      | 21.4                                      |
| Temp. mín. media (°C)                       | 1.6                                       | 3.4                                       | 7.8                                       | 13.7                                      | 18.4                                      | 22.4                                      | 25.3                                      | 24.9                                      | 20.3                                      | 14.7                                      | 9.0                                       | 3.4                                       | 13.7                                      |
| Precipitación total (mm)                    | 66.1                                      | 95.2                                      | 128.5                                     | 207.2                                     | 178.5                                     | 202.4                                     | 93.0                                      | 107.0                                     | 56.8                                      | 84.2                                      | 71.2                                      | 41.2                                      | 1331.3                                    |
| Días de precipitaciones (≥ 0.1 mm)          | 13.6                                      | 14.0                                      | 17.8                                      | 18.8                                      | 16.3                                      | 13.3                                      | 9.7                                       | 9.9                                       | 9.8                                       | 11.1                                      | 10.2                                      | 9.4                                       | 153.9                                     |
| Horas de sol                                | 76.2                                      | 63.0                                      | 69.4                                      | 88.3                                      | 122.8                                     | 144.8                                     | 238.3                                     | 229.6                                     | 160.0                                     | 133.4                                     | 115.7                                     | 103.2                                     | 1544.7                                    |
| Humedad relativa (%)                        | 83                                        | 85                                        | 85                                        | 84                                        | 83                                        | 84                                        | 77                                        | 79                                        | 81                                        | 81                                        | 80                                        | 79                                        | 81.8                                      |
| Fuente: China Meteorological Administration |                                           |                                           |                                           |                                           |                                           |                                           |                                           |                                           |                                           |                                           |                                           |                                           |                                           |

## Economía
En Liuyang se cultiva arroz, cereales, tabaco, verduras, flores y plantas, de sus minas se extrae algunos recursos naturales como la sepiolita, piedra crisantemo, carbón y fosforita. Otros importantes en la gama de la economía son la ganadería y la pesca.  Las industrias incluyen la producción de fuegos artificiales, los bio-farmacéuticos y procesamiento de alimentos. 
La industria de los fuegos artificiales lleva en la ciudad más de 100 años y son pilar y marca de Liuyang, estos son vendidos a Hong Kong, Macao y otras partes de Asia. Las ventas totales de dicho producto son de 18 400 millones de yuanes y sus ingresos son más de 970 millones de yuanes al año .
En 2010, el PIB de Liuyang fue de USD 8225 millones. El valor añadido del sector primario fue de USD 764 millones de dólares, el valor añadido de la industria secundaria fue de USD 5599 millones, el valor añadido de la industria terciaria fue de USD 1862 millones de dólares. El valor total de fuera puesto de Agricultura Ganadería y Pesca fue de USD 1,18 mil millones de dólares.
Turismo
En 2010, Liuyang atrajo a 5,7 millones de turistas que trajeron unos ingresos de 3,5 mil millones de yuanes . Liuyang tiene una historia milenaria y es abundante en recursos turísticos históricos. Hay 2 unidades nacionales de protección de reliquias,  8 sitios de tema cultura como el Puente Xin'an que fue construido en la dinastía Ming y el Templo de Confucio construido en la dinastía Song. 
El Gran Teatro , Ouyang Yuqian en honor a un dramaturgo chino, fue fundado en 2002 y se utiliza para el drama, musical y obras de teatro para niños.